# Piedras Chinas, Aguascalientes
Piedras Chinas är en ort i Mexiko.   Den ligger i kommunen Calvillo och delstaten Aguascalientes, i den centrala delen av landet, 500 km nordväst om huvudstaden Mexico City. Piedras Chinas ligger 1 785 meter över havet och antalet invånare är 272.
Terrängen runt Piedras Chinas är kuperad åt nordost, men åt sydväst är den platt. Piedras Chinas ligger nere i en dal. Runt Piedras Chinas är det ganska tätbefolkat, med 67 invånare per kvadratkilometer. Närmaste större samhälle är Calvillo, 15,4 km söder om Piedras Chinas. I omgivningarna runt Piedras Chinas växer huvudsakligen savannskog.